# Любушин, Алексей Лукич
Алексей Лукич Любушин (1849 — октябрь 1924, Москва) — русский психиатр, доктор медицины, надворный советник.

## Биография
Родился в 1849 году.
Окончил медицинский факультет Московского университета (1867). Защитил диссертацию «Некоторые экспериментальные данные к вопросу об эндогенных волокнах в передне-боковых столбах спинного мозга» на учёную степень доктора медицины (1903).
Надворный советник (c 1916). Старший Ординатор Преображенской больницы. Главный врач Преображенской психиатрической больницы им. В. А. Гиляровского (1919—1923). Профессор кафедры систематического и клинического учения о нервных и душевных болезнях медицинского факультета Московского университета .
Арестован ГПУ в 1919 году по обвинению в демонстрации на клинической лекции студентам 5-го курса душевнобольного Ш., бывшего сотрудника ЧК с целью опорочить Советскую власть. Приговор: высылка в Нарымский край. В 1923 году Любушин написал письмо Е. П. Пешковой с просьбой о помощи.
В 1924 году был приглашен на первую в СССР кафедру психо-гигиены во 2-й МГУ, где успел прочитать всего одну лекцию.
Скоропостижно скончался в октябре 1924 года, похоронен на Семёновском кладбище Москвы.
Сын — психиатр Александр Алексеевич Любушин (1893—1962).